# فؤاد سزكين
فؤاد سزكين (بالتركية: Fuat Sezgin) هو باحث تركي/ألماني، تخصص في التراث العلمي العربي والإسلامي. كان المدير الفخري لمعهد دراسات التاريخ والعلوم الإسلامية والعربية في جامعة غوته في فرانكفورت والذي كان أحد مؤسسيه. وُلد يوم 24 ربيع الأول 1342هـ المُوافق فيه 24 تشرين الأول (أكتوبر) 1924م بمدينة بدليس بالأناضول، وتوفي يوم 16 شوال 1439 هـ المُوافق فيه 30 يونيو 2018م في مدينة إسطنبول.
هو أحد طُلَّاب المُستشرق الألماني هلموت رتر الذي أقنعه بدراسة التاريخ الإسلامي حيث بدأ بتعلم اللغة العربية، وحصل على شهادة الدكتوراة سنة 1954م بأطروحة «مصادر البُخاري». وأصبح أُستاذًا في جامعة إسطنبول سنة 1954م، ونُشرت له رسالة الدكتوراة تحت عنوان «دراسات حول مصادر البخاري» سنة 1956م. غادر إلى ألمانيا بعد أن منعته حكومة الانقلاب العسكري سنة 1960م مع 146 مواطنًا أكاديميًّا من الاستمرار في جامعات البلاد، لِيواصل دراساته بجامعة فرانكفورت. وفي سنة 1965م، قدّم سزكين أطروحة دكتوراه ثانية عن عالم الكيمياء جابر بن حيان، وحصل على لقب البروفيسور بعد سنة، وتزوج بعد فترة وجيزة المُستشرقة أورسولا.
أهم آثاره: تاريخ التراث العربي الإسلامي باللغة الألمانية، الذي بدأ بجمع مواده سنة 1366هـ المُوافقة لِسنة 1947م. صدرت أولى مجلدات هذا المُؤلَّف سنة 1967م، وهو يُعد أوسع مُؤلَّف يتناول تاريخ البشر. وقبل وفاة سزكين كان مُنكبًا على كتابة المُجلَّد الثامن عشر من مُؤلَّفه سالف الذِكر.
أنشأ سزكين سنة 2010م وقف أبحاث تاريخ العلوم الإسلامية بهدف دعم أنشطة متحف العلوم والتكنولوجيا الإسلامية بإسطنبول، وحصل على جوائز وأوسمة دولية عديدة طيلة حياته من بينها جائزة الملك فيصل العالمية في الدراسات الإسلامية، وجائزة رئاسة الجمهورية الكبرى للثقافة والفنون ودرع غوته التكريمي ونيشان استحقاق جمهورية ألمانيا الاتحادية. كما حصل على جوائز أخرى من مؤسسات مختلفة مثل مجمع اللغة العربية بالقاهرة، ومجمع اللغة العربية بدمشق، ومجمع اللغة العربية في بغداد، وأكاديمية العلوم في تركيا، بالإضافة إلى شهادات دكتوراه فخريَّة من عدَّة جامعات تركيَّة مثل جامعة أتاتورك في ولاية أرضروم، وجامعة سليمان ديميرال في ولاية إسبرطة، وجامعة إسطنبول. أتقن سزكين عددًا كبيرًا من اللغات إلى جانب لغته الأم التركية، من بينها السريانية والعبرية واللاتينية والعربية والألمانية.

## سزكين والبُخاري
نشر سزكين كتابين عن الإمام محمد بن إسماعيل البخاري مأخوذين عن أطروحته للدكتوراه، وُجهِّت له بسببهما انتقادات شديدة، حيث ذكر أن البُخاري في كتابه «الجامع الصحيح» قد برهن على أنه ليس عالم الحديث الذي طور الإسناد، بل هو أوَّل من بدأ معه انهيار الإسناد، وأن الأسانيد ناقصة في حوالي ربع المادة، وقد أُطلق على هذا الأمر، ابتداء من القرن الرابع، اسم «التعليق» (وهو اختصار الإسناد بحذف بعض شيوخ المصنف، وربما وصل الحذف إلى الصحابي)، وبهذا يفقد كتاب البُخاري كثيرًا من سمته مصنفًا جامعًا شاملًا.

## موسوعة تاريخ التراث العربي
في سنة 1947م شرع سزكين في جمع مادة علمية لوضع مستدرك لكتابه تاريخ الأدب العربي لصاحبه المستشرق الألماني كارل بروكلمان. غير أنه وجد مصادر ومخطوطات كثيرة فاقت تصوراته، ففكر في الاشتغال في مشروع علمي جديد. جمع سزكين المخطوطات العربية والإسلامية المتفرقة في المكتبات الخاصة والعامة في الشرق والغرب على مدى حياته، فنسخها وترجمها إلى اللغة الألمانية واستخرج ما فيها من معلومات ثم نشرها. كما استعان كثيرًا ببحوث ودراسات أعدها المستشرقون المختصون في هذا الحقل المعرفي. وقيل أنه انكبَّ على هذا العمل بحيث كان يشتغل 17 ساعة في اليوم. غطَّى سزكين مختلف الآداب والعلوم التي ابتكرها وطورها المُسلمون، فكتب عن جميع فروع المعرفة التي اشتغلوا بها، واعتبر أن التطور العلمي عند المسلمين «لا يتوقف عند بعض فُرُوع العلم، بل إنَّ هذا التطوُّر شمل جميع نواحي العُلُوم تبعًا لِقانون تطوُّر العُلُوم، أي أنَّهُ لا يُمكن أن يتطوَّر العلم في ناحيةٍ مُعيَّنةٍ دون أن يواكبه تطوُّر في النواحي الأُخرى من العُلُوم». وهكذا نشر سزكين موسوعته «تاريخ التراث العربي» في 12 مجلدًا شملت كثيرًا من الاختراعات والاكتشافات والإبداعات التي أنتجها العُلماء المُسلمون. وقد قسم موسوعته حسب التخصصات العلميَّة، منها:
- العُلُوم القُرآنيَّة، علم الحديث، التاريخ، الفقه، علم الكلام (المُجلَّد الأوَّل)، طُبع سنة 1967م.
- الشعر العربي من الجاهليَّة إلى سنة 430 هـ (المُجلَّد الثاني)، طبع سنة 1975م.
- الطب، الصيدلة، البيطرة، علم الحيوان (المُجلَّد الثالث)، طبع سنة 1970م.
- الكيمياء، الزراعة، علم النبات (المُجلَّد الرابع)، طبع سنة 1971م.
- علم الرياضيات (المُجلَّد الخامس)، طبع سنة 1973م.
- علم الفلك (المُجلَّد السادس)، طبع سنة 1978م.

وإلى جانب ما سلف، تشتمل الموسوعة على المُجلَّدات التالية: أحكام النجوم والآثار العلويَّة وما شابهها (المُجلَّد السابع)؛ اللُغة (المُجلَّد الثامن)؛ علم النحو (المُجلَّد التاسع)؛ الجُغرافيا والخرائط (المُجلَّد العاشر)؛ ومجموعات المخطوطات العربية في مكتبات العالم.
كان الدكتور أكرم العمري، أستاذ التاريخ بجامعة بغداد أوَّل من قدم دراسة نقدية لكتاب «تاريخ التراث العربي»، ونشرها في مجلة المورد العراقية في شهر شُباط (فبراير) 1973م. وقد ركز فيها على الجزء الأول الذي تناول التفسير وعلم الحديث، وذكر في 23 ملاحظة وصحّح 56 خطأ مطبعيًّا وعلميًّا، واعترف بالقيمة العلميَّة لِلكتاب ونوّه بالجهود الكبيرة التي بذلها المُؤلِّف في إعداده هذه الموسوعة. كما نشر الباحث الدكتور حكمت بشير بحثا في مجلة الجامعة الإسلامية بالمدينة المنورة عنوانه «استدراكات على تاريخ التراث العربي لفؤاد سزكين في كتب التفسير». وأصدر الباحث نجم عبد الرحمن خلف كتابًا عنوانه «استدراكات على تاريخ التراث العربي لفؤاد سزكين في علم الحديث»، ونشره في دار البشائر الإسلامية. كما نشرت بعد ذلك دراسات وتقاريظ عديدة حول هذا الكتاب.

## مراكز ساهم بإنشائها
دعا سزكين إلى تأسيس معهد دولي مُتخصص بتاريخ العلوم العربية والإسلامية، وسعى إلى جمع الأموال اللازمة في سبيل إنشاء هذا المركز، وقد شاركت أربعة عشر دولة عربية فضلًا عن المنظمات والأصدقاء والمشجعين من العالم الإسلامي بالتبرع بثلث الأموال المقترحة كرأسمال أولي للجمعية ومنها العراق، وتبرعت الكويت وحدها بتأسيس المبنى المناسب قرب جامعة فرانكفورت وتجديده بالشكل الذي يلبي متطلباته. وفي سنة 1982م تأسس معهد «تاريخ العلوم العربية والإسلامية» في إطار الجامعة سالفة الذكر. وفي سنة 1983م، أسس سزكين متحفًا فريدًا من نوعه داخل معهد تاريخ العلوم العربية والإسلامية سالف الذكر، جمع فيه أكثر من 800 نسخة طبق الأصل من الأجهزة العلمية التاريخية والأدوات والخرائط التي ابتكرها المسلمون، خلال العصر الذهبي للإسلام. كما أسس متحفًا مشابهًا له في 25 أيَّار (مايو) 2008م في إسطنبول وقد دُشِّن من قبل رئيس الوزراء آنذاك رجب طيب أردوغان.

## وفاته
توفي في أحد مستشفيات إسطنبول يوم السبت 30 يونيو 2018م، وقد نعاه الرئيس التركي رجب طيب أردوغان في تغريدة عبر حسابه الخاص على موقع التواصل الاجتماعي «تويتر». شُيع فؤاد سزكين بعد أن صُلي عليه في مسجد الفاتح بإسطنبول، وشارك في تشييعه الرئيس التركي رجب طيب أردوغان ورئيس الحكومة بن علي يلدرم ورئيس الحكومة الأسبق أحمد داود أوغلو، الذين حملوا نعشه، إلى جانب قيادات حكومية وسياسية تركية بارزة. وخلال مراسم التشييع، ألقى الرئيس التركي كلمة قال فيها أن الدولة التركية تعتزم إعلان سنة 2019 «عام البروفيسور فؤاد سيزكين لتاريخ العلوم الإسلامية» في البلاد، وأشاد بالمؤرخ الراحل قائلًا: «مُنذُ أن تعرَّفت على أُستاذنا فؤاد سزكين، رأيت مدى إصراره الكبير على العلم»، وقال أن الحكومة تبذل جهودًا مستمرة من أجل جلب مؤلفات سزكين من الدول الأخرى، وأن هذا من شأنه إضفاء القوة على متحفه ومكتبته بإسطنبول.
قيل بأن سزكين أمضى شهور حياته الأخيرة وهو يجول في مكتبات إسطنبول مُنهمكًا بشراء بعض الكتب والمراجع، فسأله أحدهم عن ذلك، فعلم منه أنه بدأ بجمع مكتبة علميَّة جديدة، بعد أن قررت الحكومة الألمانيَّة وضعَ يدها على مكتبته الضخمة، التي تحوي جمعًا هائلًا من الوثائق والمخطوطات بكثيرٍ من اللُغات؛ لأنها صنَّفتْ هذه المكتبة ضمن التراث الألماني القومي، وذلك بعد أن قدموا له تكريمًا وتعويضًا، وأَعطوه ما يريد من ثمنها.